# Малый Чембар
Малый Чембар — река в России, протекает по территории Белинского района Пензенской области. Устье реки находится в 27 км по правому берегу реки Чембар. Длина реки — 33 км, площадь её водосборного бассейна — 241 км².

## Данные водного реестра
По данным государственного водного реестра России относится к Донскому бассейновому округу, водохозяйственный участок реки — Ворона, речной подбассейн реки — Хопер. Речной бассейн реки — Дон (российская часть бассейна).